# All-Star Game LFB 2003
Le All-Star Game LFB 2003 est la 5e et dernière édition du All-Star Game LFB. Il se déroule le 20 décembre 2003 au Palais des sports de Besançon. L’équipe de l'Est a battu l’équipe de l'Ouest (94-80). Audrey Sauret a été élue MVP. La meilleure marqueuse du match est Audrey Sauret avec 19 points.

## Joueuses

### All-Stars de l'Est
| Position    | Joueuse             | Équipe                |
| ----------- | ------------------- | --------------------- |
| Meneuse     | Kristi Harrower     | ASPTT Aix-en-Provence |
| Meneuse     | Edwige Lawson-Wade  | Valenciennes          |
| Meneuse     | Kathy Wambé         | Villeneuve-d’Ascq     |
| Arrière     | Lara Mandic         | ASPTT Aix-en-Provence |
| Ailière     | Christelle Jouandon | Nice                  |
| Ailière     | Audrey Sauret       | Valenciennes          |
| Ailière     | Allison Feaster     | Valenciennes          |
| Ailier fort | Nathalie Lesdema    | ASPTT Aix-en-Provence |
| Ailier fort | Lubica Schultze     | COB Calais            |
| Pivot       | Elena Nikipolskaïa  | Roubaix               |
| Pivot       | Ann Wauters         | Valenciennes          |
| Pivot       | Sabrina Reghaïssia  | Villeneuve-d’Ascq     |

- Entraîneurs :  Laurent Buffard (Valenciennes) et Abdou N'Diaye (ASPTT Aix-en-Provence)

### All-Stars de l'Ouest
| Position    | Joueuse            | Équipe               |
| ----------- | ------------------ | -------------------- |
| Meneuse     | Céline Dumerc      | Bourges              |
| Arrière     | Laure Savasta      | Tarbes Gespe Bigorre |
| Ailière     | Ljubica Drljača    | Bourges              |
| Arrière     | Anete Jēkabsone    | USO Mondeville       |
| Ailière     | Leighann Doan      | USO Mondeville       |
| Ailière     | Carla Boyd         | Tarbes Gespe Bigorre |
| Ailière     | Evgenia Nikonova   | Toulouse             |
| Pivot       | Élodie Godin       | Bourges              |
| Pivot       | Iveta Marčauskaitė | Bourges              |
| Pivot       | Lœtitia Moussard   | Lattes Montpellier   |
| Ailier fort | Maria Samoroukova  | Lattes Montpellier   |
| Ailier fort | Petra Štampalija   | Toulouse             |

- Entraîneurs : Agnès Borg-Wright (Toulouse) et Valérie Garnier (Lattes Montpellier)

## Concours
Concours de tirs à 3 points : Laure Savasta et Céline Dumerc (Ouest) (vainqueur) battent Kristi Harrower et Audrey Sauret (Est) 